# ريتشارد بيندكت
ريتشارد بيندكت هو كاتب سيناريو ومخرج وممثل أمريكي (وحمل سابقاً جنسية مملكة إيطاليا)، ولد في 8 يناير 1920 في إيطاليا، وتوفي في 25 أبريل 1984 في الولايات المتحدة بسبب نوبة قلبية.

## أعمال

### أفلام
- (1947) تبادل إطلاق النار

## وصلات خارجية
- ريتشارد بيندكت على موقع IMDb (الإنجليزية)
- ريتشارد بيندكت على موقع ألو سيني (الفرنسية)
- ريتشارد بيندكت على موقع أول موفي (الإنجليزية)
- ريتشارد بيندكت على موقع قاعدة بيانات الأفلام السويدية (السويدية)
- ريتشارد بيندكت على موقع قاعدة بيانات الفيلم (الإنجليزية)
- ريتشارد بيندكت على موقع كينوبويسك (الروسية)